# Lupersat
Lupersat ist eine Gemeinde in Frankreich. Sie gehört zur Region Nouvelle-Aquitaine, zum Département Creuse, zum Arrondissement Aubusson und zum Kanton Aubusson. Die Bewohner nennen sich Lupersatois oder Lupersatoises. Die angrenzenden Gemeinden sind Champagnat im Nordwesten, Mainsat im Norden, Bussière-Nouvelle und Sermur im Osten, Mautes und La Villetelle im Süden und Saint-Silvain-Bellegarde im Westen.

## Geschichte
Der Ortsname wurde von „Lubercus“ abgeleitet. Das war eine Gottheit, die zum Schutz der Herden vor Wölfen gedacht war. Zur Zeit der Eroberung durch die Römer unter Julius Cäsar waren weite Teile der Region bewaldet, und wahrscheinlich hielten sich dort Wolfsherden auf.
In Lupersat wurde eine romanische Kirche erstellt. Deren Turm auf dem Querhaus wurde 1511 von einem Blitz getroffen, so dass neben diesem auch umliegende Häuser in Brand gerieten.

### Bevölkerungsentwicklung
| Jahr      | 1962 | 1968 | 1975 | 1982 | 1990 | 1999 | 2006 | 2012 |
| --------- | ---- | ---- | ---- | ---- | ---- | ---- | ---- | ---- |
| Einwohner | 569  | 505  | 413  | 401  | 375  | 354  | 334  | 330  |

## Sehenswürdigkeiten
- Kirche Saint-Oradoux